# Ulica Romualda Traugutta w Radomiu
Ulica Romualda Traugutta w Radomiu – ulica w dzielnicy Śródmieście i Planty. Łączy ulicę Żeromskiego z placem Dworcowym. Krzyżuje się z ulicami Tochtermana, Piłsudskiego, Moniuszki, Narutowicza, Mickiewicza, Bogusławskiego, Planty, Poniatowskiego oraz Beliny-Prażmowskiego. Jedna z najdłuższych ulic zabytkowej części radomskiego Śródmieścia.

## Historia
Przed 1885 obecna ulica stanowiła część traktu prowadzącego z Radomia przez Skaryszew i Iłżę do Sandomierza. Ulicę wytyczono w związku z budową kolei Iwanogrodzko-Dąbrowskiej (1883–1885).

## Nazwa
Nazwa ulicy wielokrotnie ulegała zmianom:
- 1885 – 1932: ul. Długa
- 1932 – 1942: ul. Traugutta
- 1942 – 1945: Bahnhofstrasse
- od 1945: ul. Traugutta

## Architektura
Zabudowa ulicy jest zróżnicowana. Dominują budynki powstałe od XIX do I poł. XX wieku. Najbardziej istotne pod względem architektonicznym są:
- nr 62 – budynek d. Hotelu Francuskiego. Działający w latach 1886–1971 hotel był jednym z najlepszych w Radomiu. Wnętrze budynku zdobiły cenne polichromie.
- nr 61 – budynek d. szkoły Ludwika Lorentza (ojca Stanisława Lorentza, działającej w latach 1896–1901, zamkniętej przez władze carskie z powodu patriotycznego modelu wychowania młodzieży),
- nr 61a – kampus Wyższej Szkoły Handlowej w Radomiu
- nr 40 – secesyjny dom na rogu z ulicą Piłsudskiego 2, zbudowany w 1911,
- nr 34 – modernistyczny budynek z lat trzydziestych XX wieku. W okresie międzywojennym mieściła się w nim prywatna klinika położniczo-ginekologiczna dr Feliksa Żabnera[3]. W 1947 budynek został zakupiony przez gminę kościoła Adwentystów Dnia Siódmego i do 2012 roku pozostawał jej siedzibą[2]
- nr 32 – modernistyczna kamienica z lat trzydziestych XX wieku,
- nr 32a – przykład niemieckiej, modernistycznej architektury mieszkalnej z okresu faszystowskiego,
- nr 17a i 17b – socrealistyczna zabudowa osiedla Planty, powstała na miejscu domów czynszowych zniszczonych w wyniku bombardowań w czasie II wojny światowej,
- w najbliższym otoczeniu ulicy Traugutta znajduje się budynek d. elektrowni miejskiej z 1901. W zrewitalizowanym w latach 2010–2015[4] gmachu  mieści się, posiadające jedną z największych i najlepszych kolekcji sztuki współczesnej w Polsce[4], Mazowieckie Centrum Sztuki Współczesnej „Elektrownia”.

Oś ulicy od stronu południowej zamyka gmach dworca kolejowego. Budynek wzniesiony w 1895 według projektu Adolfa Schimmelpfenniga przebudowano gruntownie w okresie międzywojennym.
Rejestr zabytków
Do rejestru zabytków Narodowego Instytutu Dziedzictwa wpisane są następujące obiekty:
- nr 36 – dom, pocz. XX w.
- nr 38 – dom z oficyną, 1. ćw. XX w.
- nr 40 – (Piłsudskiego 2) dom, pocz. XX w.
- nr 43 – kamienica, 1900
- nr 45 – dom, XIX/XX w.
- nr 51 – dom, 1896

Gminna ewidencja zabytków
Do Gminnej Ewidencji Zabytków Miasta Radomia, oprócz obiektów z rejestru zabytków, wpisane są też budynki:
- nr 6 – dom murowany, 4. ćw. XIX w.
- nr 8 – dom murowany, 4 ćw. XIX w.
- nr 10 – dom murowany, 4. ćw. XIX w.
- nr 12 – dom murowany, lata 20. XX w.
- nr 13 – dom murowany, lata 20. XX w.
- nr 17, 17a, 17b (Bogusławskiego 1) – domy murowane, lata 20. XX w.
- nr 18 – dom murowany, lata 20. XX w.
- nr 20 – dom murowany, lata 20. XX w.
- nr 32 – dom Stareców-Wssnerów, ok. 1939-1940[8]
- nr 32a – budynek mieszkalny, 1940
- nr 34 – budynek murowany, lata 20. XX w.
- nr 36 – dom murowany, pocz. XX w.
- nr 38 – dom murowany, 1 ćw. XX w.
- nr 39 – dom murowany, pocz. XX w.
- nr 41 – budynek mieszkalny, 1. ćw. XX w.
- nr 44 – dawne Prywatne Gimnazjum Żeńskie Marii Gaj, murowane, d. stajnie przy gimnazjum, koniec XIX w.
- nr 46 – oficyna prawa, murowana, oficyna lewa, murowana, dom murowany, 4. ćw. XIX w.
- nr 51a – dom murowany, XIX w.
- nr 52 – oficyna murowana, pocz. XX w.
- nr 53 – dom murowany, pocz. XX w.
- nr 55 – dom murowany, pocz. XX w.
- nr 61 – d. Szkoła Lorentza, ob. Zespół Szkół Ekonomicznych, murowany, 4. ćw. XIX w.
- nr 62 – budynek, dawny Hotel Francuski, murowany, koniec XIX w.
- nr 62 – dom murowany, 4. ćw. XIX w.

## Pomniki[9]

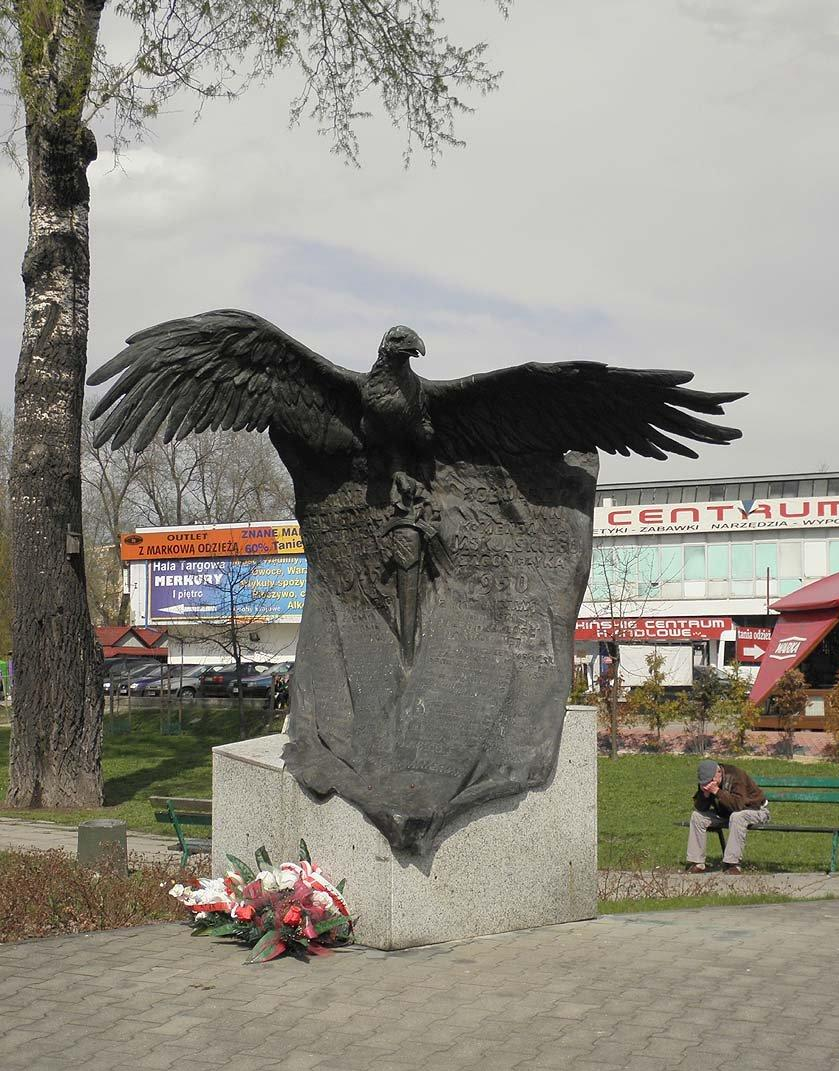
Pomnik Żołnierzy Zrzeszenia Wolność i Niezawisłość.
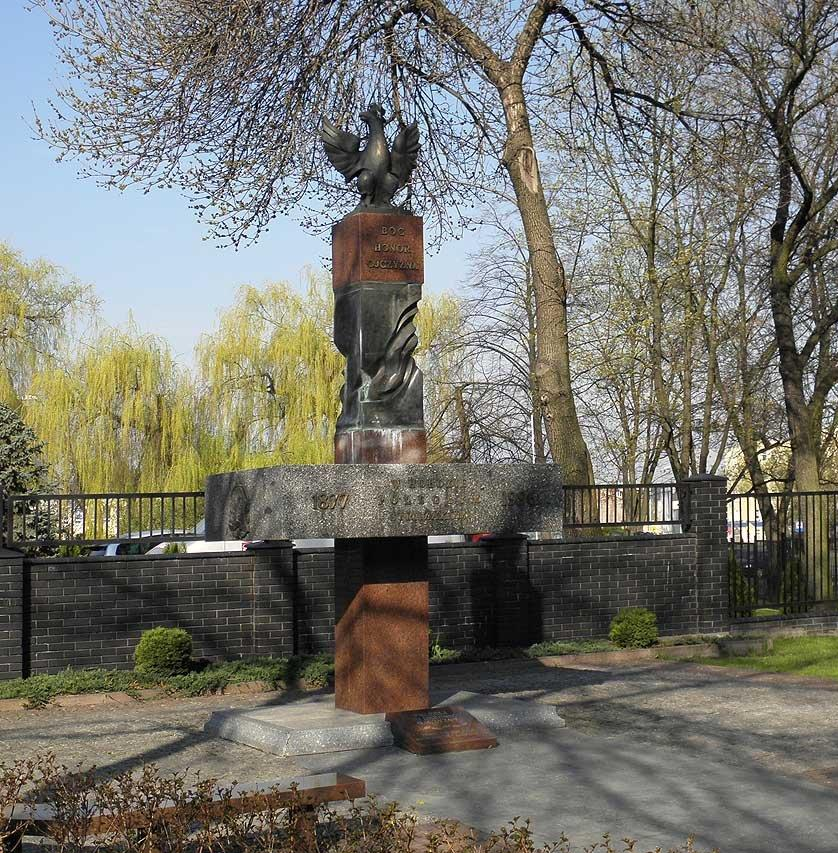
Pomnik Poległych Strażaków.

## Galeria

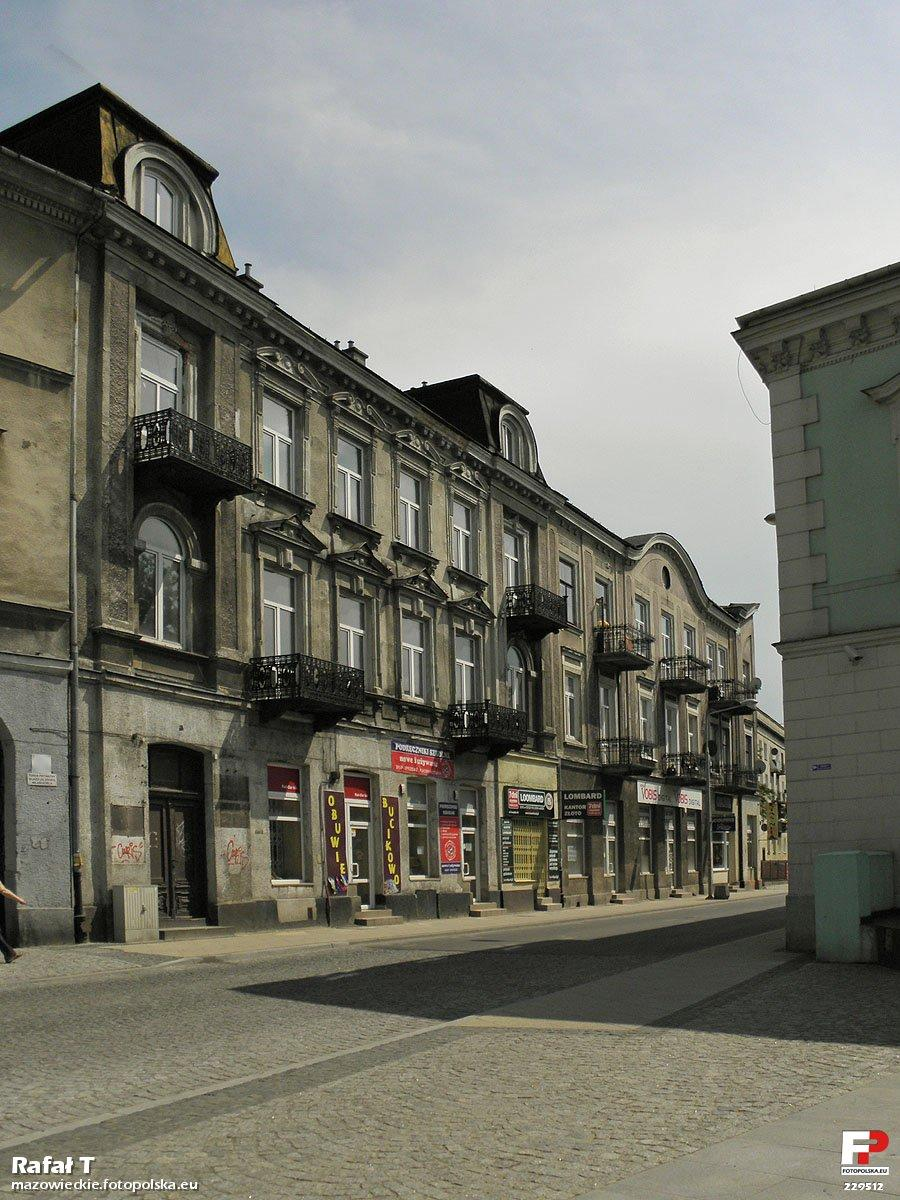
Nr 62 – budynek d. Hotelu Francuskiego.
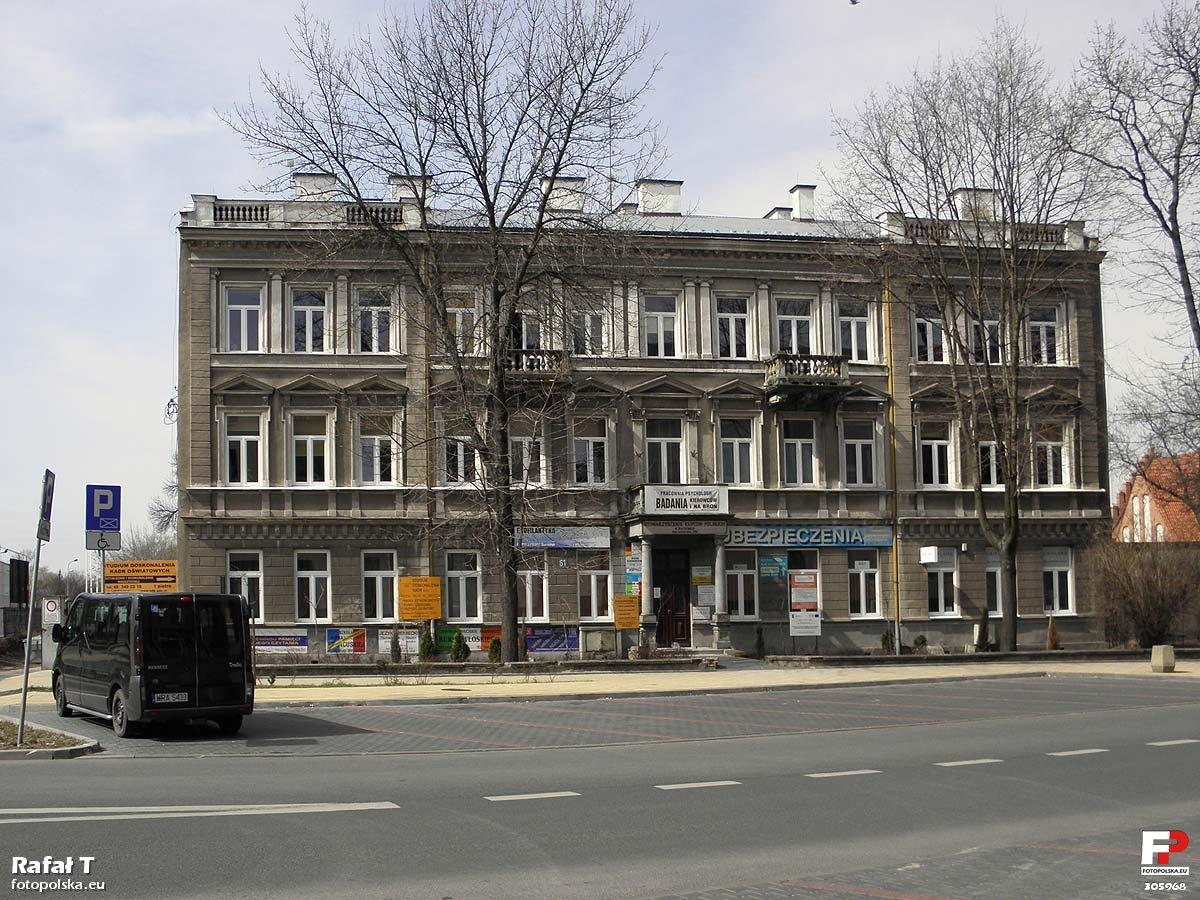
Nr 61 – budynek d. szkoły Ludwika Lorentza.
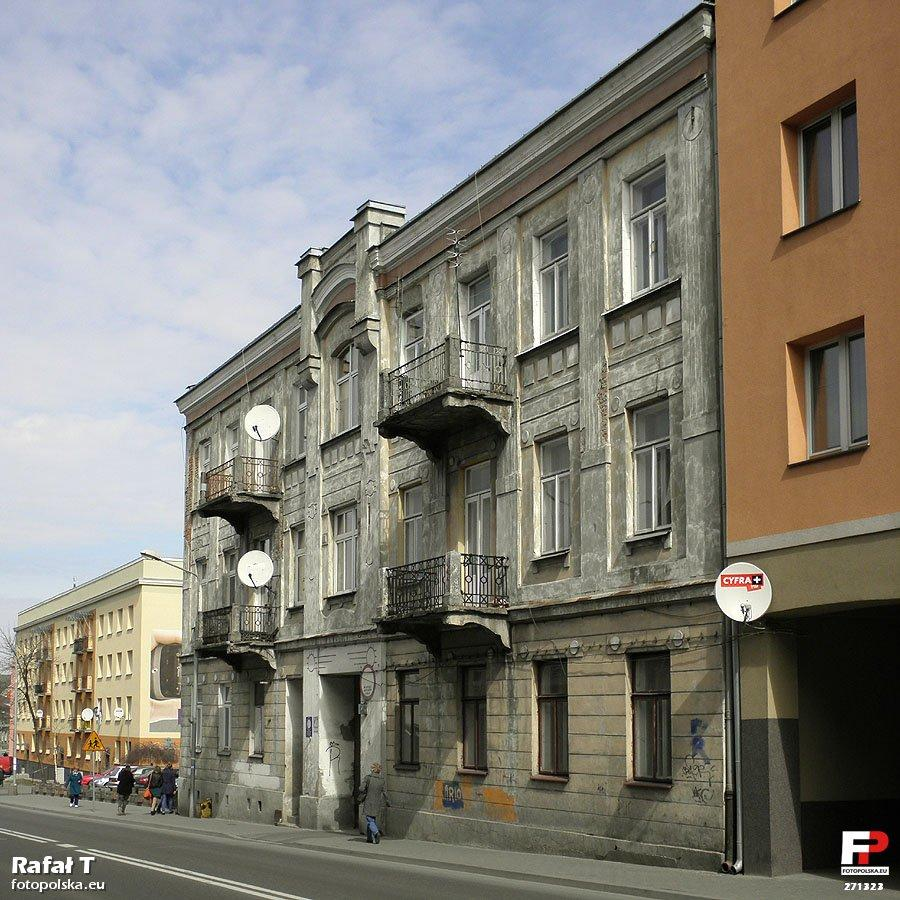
Nr 50 – secesyjna kamienica czynszowa z początku XX wieku.
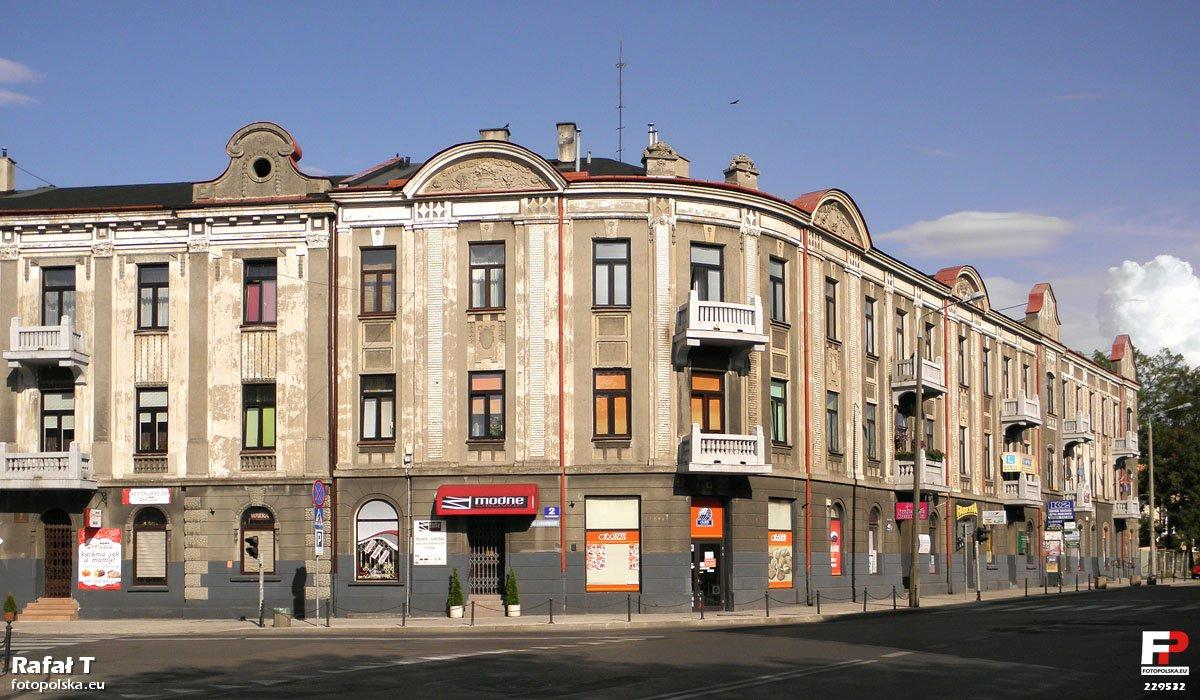
Nr 40 – secesyjna kamienica czynszowa z 1911 roku.
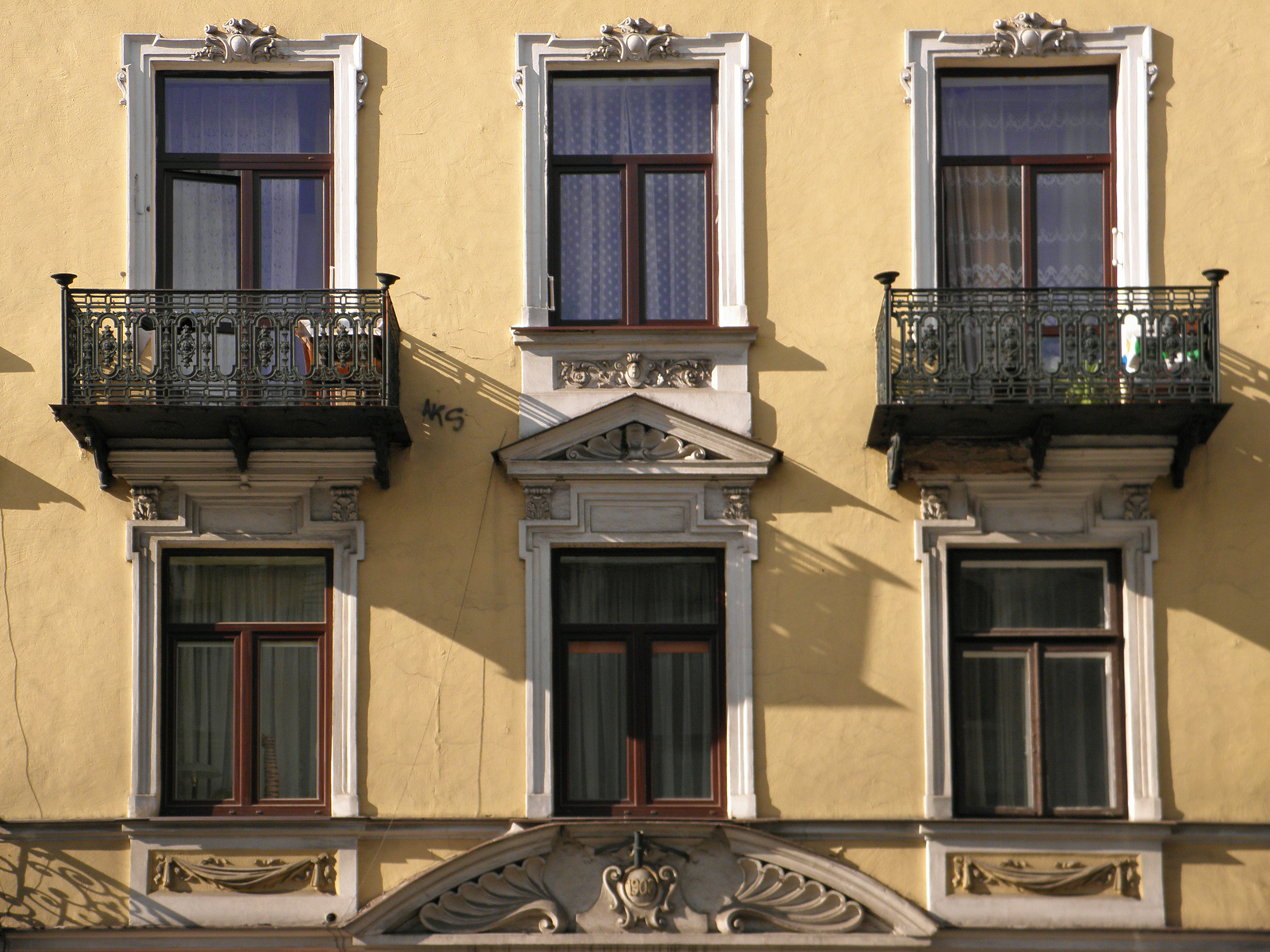
Nr 43 – detale eklektycznej kamienicy czynszowej z przełomu XIX i XX wieku.
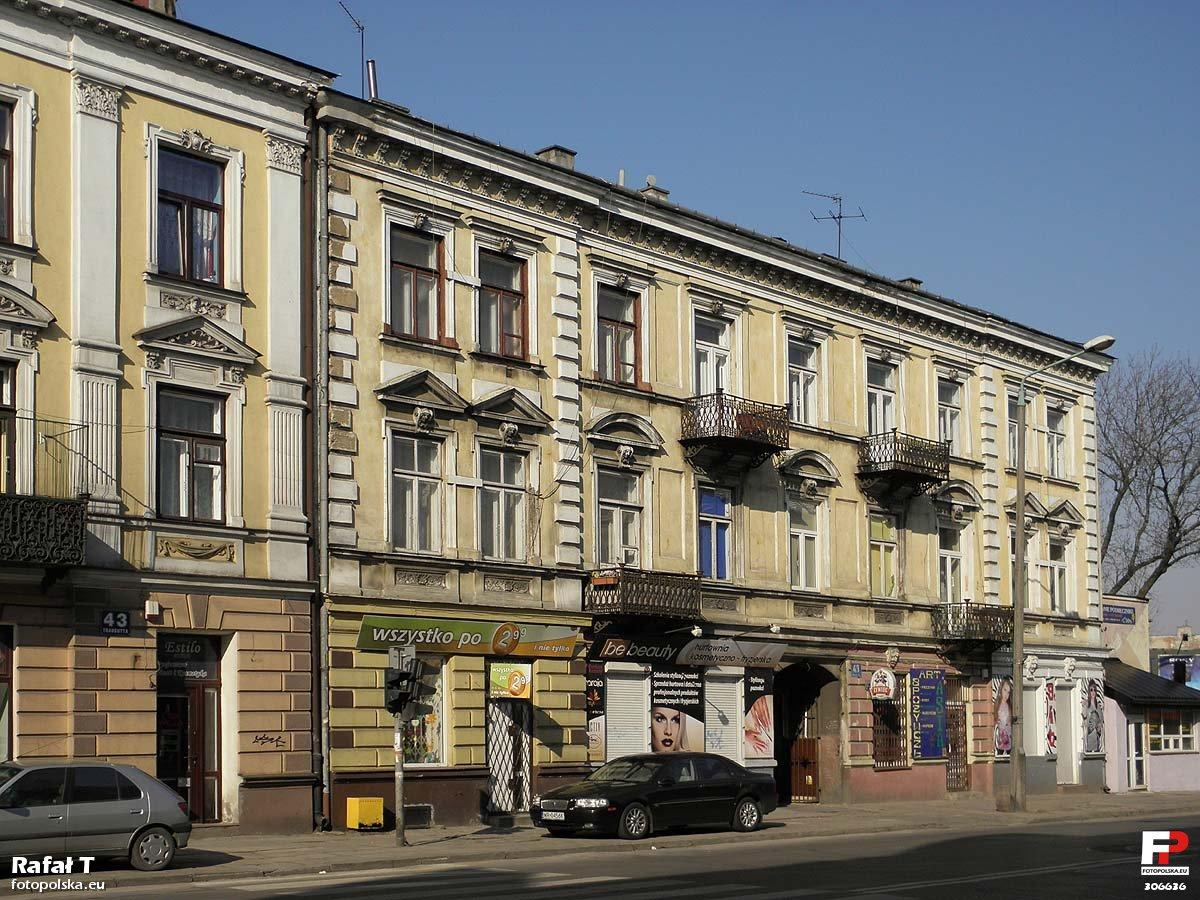
Nr 45 – eklektyczna kamienica czynszowa z przełomu XIX i XX wieku.
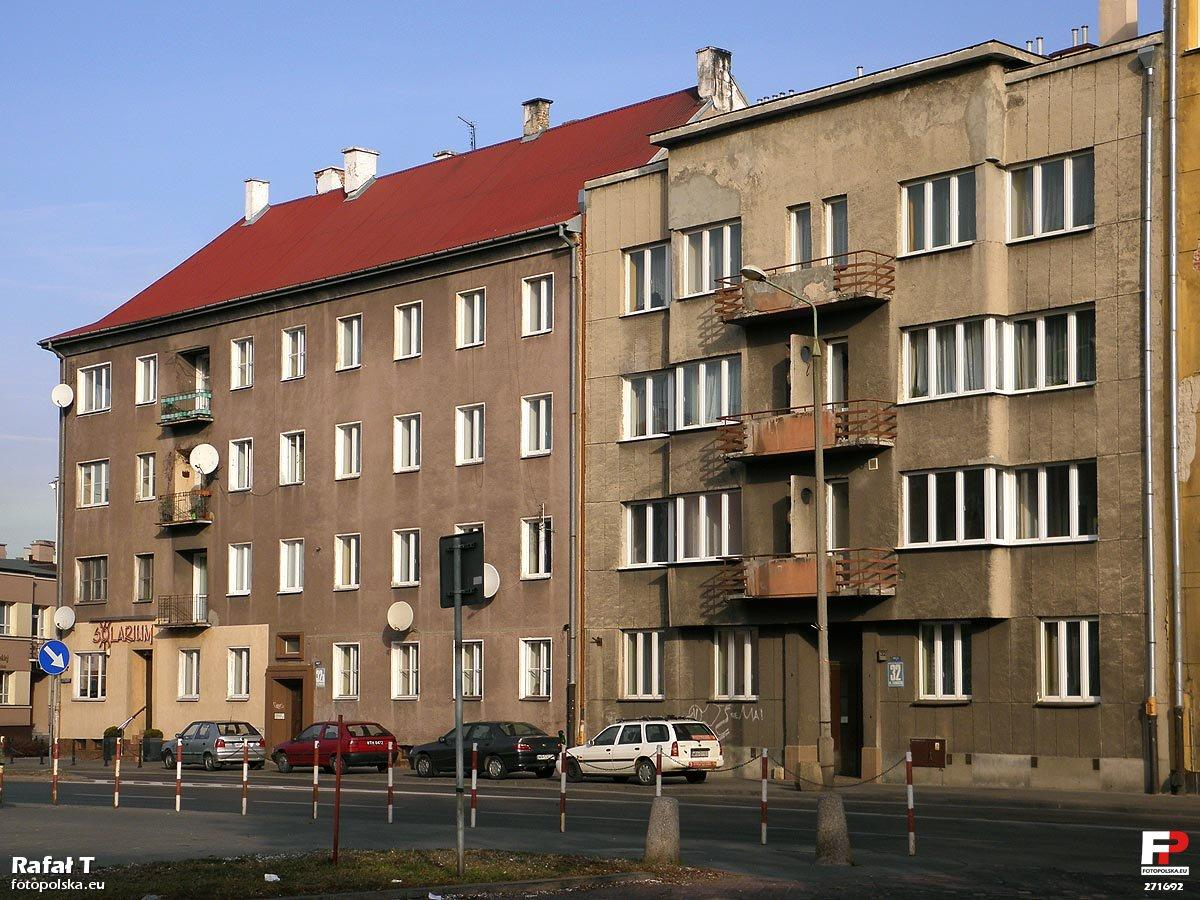
Nr 32 i 32a – dom Stareców-Wassnerów z lat trzydziestych XX wieku i modernistyczna kamienica z lat czterdziestych XX wieku (w stylu modernizmu faszystowskiego).
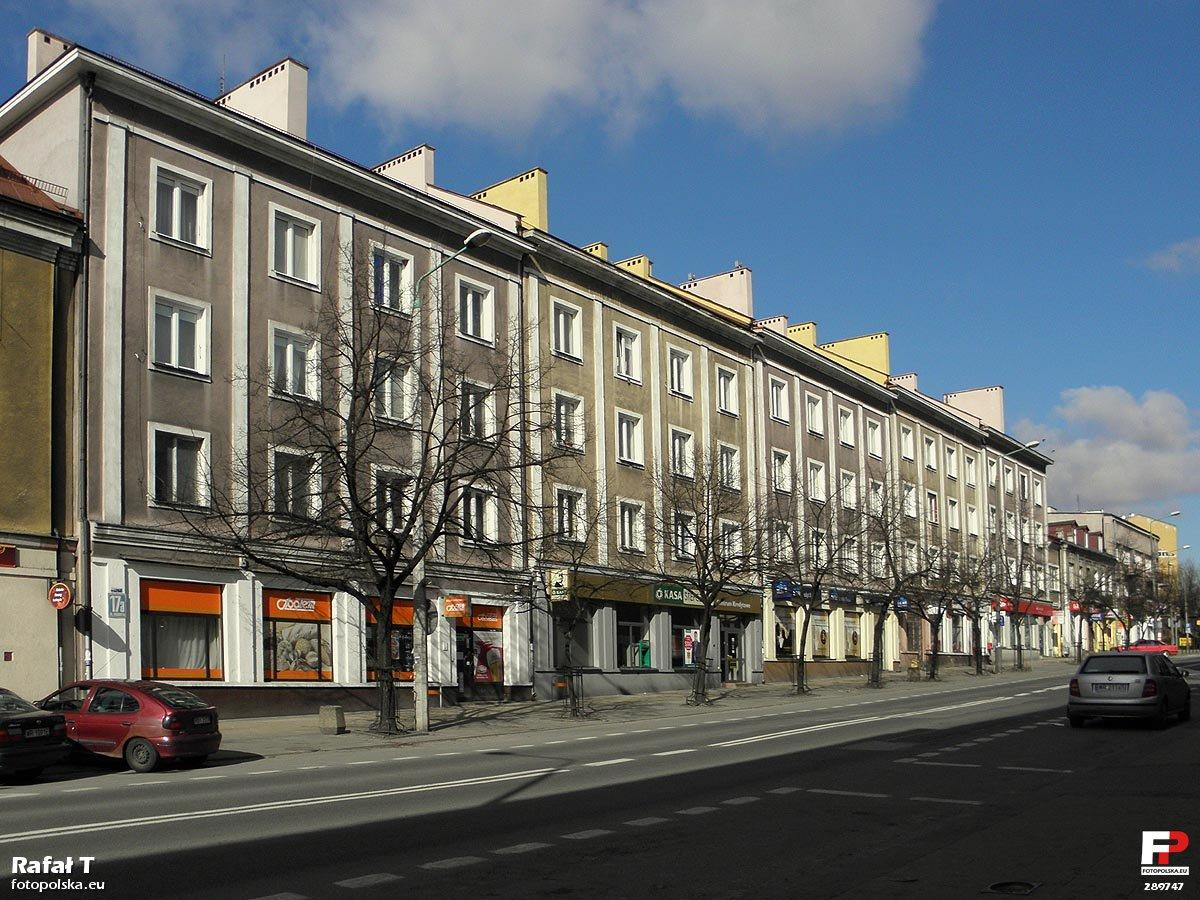
Nr 17a – fragment socrealistycznej części zabudowy osiedla Planty.
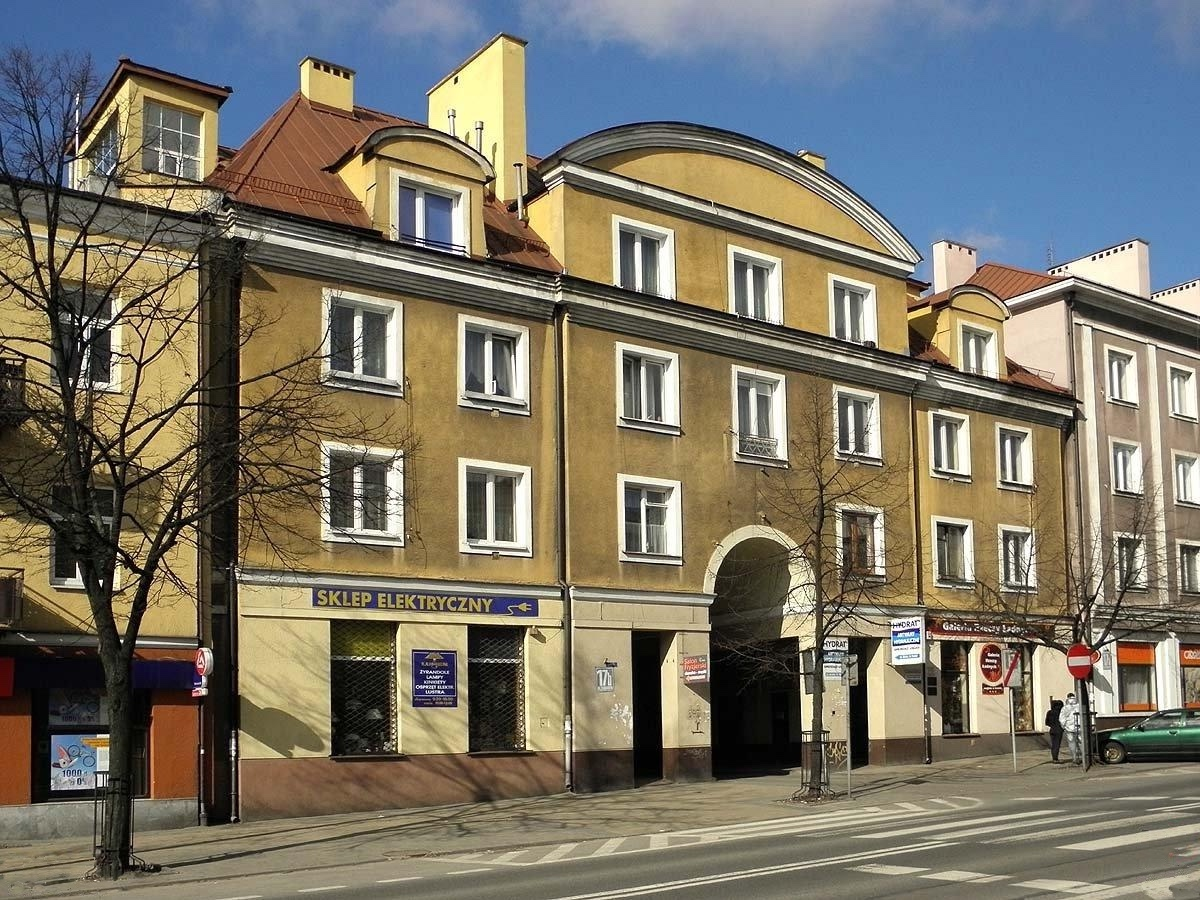
Nr 17b – fragment socrealistycznej części zabudowy osiedla Planty.